# 필리핀의 여자 가수 목록

## 가
- 토니 곤사가
- 니나 기라도

## 나
- 로젤 나바

## 다
- 미츠 둘체

## 라
- 아탕 데 라 라마
- 멘추 라우쳉코율로
- 셀레스트 레가스피
- 자미 리베라

## 마
- 라니 미살루챠
- 아브레이 밀레스

## 바
- 카롤 바나와
- 바양 바리오스
- 루게 바사바스
- 사라 발라바간
- 크리스 빌론코
- 모니크 빌손

## 사
- 니키 사몬테
- 아미다 시구이온레이나

## 아
- 핑키 아마도르
- 데리 아타이아타얀
- 조안나 암필
- 바비 알마비스
- 조안 알메딜라
- 아호트 이시드로
- 알렉사 일라카드

## 자
- 제사 자라고자

## 차
- 킴 치우

## 카
- 카릴
- 아마폴라 카바세
- 안젤리카 델라 크루스

## 타
- 안토이네테 타우스
- 실비아 라 토레

## 파
- 제니페르 파즈
- 안나 페기

## 하
- 카트리나 할릴리